# ميشيل قوميز
ميشيل قوميز (بالإنجليزية: Michelle Gomez)‏ (و. 1966 – م) هي ممثلة، وممثلة مسرحية، وممثلة أفلام من المملكة المتحدة . ولدت في غلاسكو .

## التعليم
تعلمت في المعهد الملكي في اسكتلندا

## روابط خارجية
- ميشيل قوميز على موقع IMDb (الإنجليزية)
- ميشيل قوميز على موقع روتن توميتوز (الإنجليزية)
- ميشيل قوميز على موقع ألو سيني (الفرنسية)
- ميشيل قوميز على موقع ميوزك برينز (الإنجليزية)
- ميشيل قوميز على موقع أول موفي (الإنجليزية)
- ميشيل قوميز على موقع قاعدة بيانات الأفلام السويدية (السويدية)
- ميشيل قوميز على موقع ديسكوغز (الإنجليزية)
- ميشيل قوميز على موقع قاعدة بيانات الفيلم (الإنجليزية)
- ميشيل قوميز على موقع كينوبويسك (الروسية)